# Леви, Георгий Григорьевич
Георгий Григорьевич Леви (1918 год, Изюм, Харьковская губерния — 1973 год, СССР) — советский художник в области книжной графики, театральный декоратор и педагог. Член Союза художников СССР с 1956 года.

## Биография
Георгий Леви родился в 1918 году в городе Изюм Харьковской губернии. Рос сиротой. Попав в Москву, воспитывался в семье инженера-энергетика. В юности увлекался спортом — занимался боксом, плаванием, шахматами, фехтованием, коньками. Первоначальное художественное образование получил во Дворце пионеров Бауманского района Москвы у преподавателя Вячеслава Николаевича Руцая. С 1937 по 1939 обучался на декоративно-оформительском отделении Московского областного художественного училища памяти 1905 года. Среди его преподавателей были Н. П. Крымов, М. П. Иванов-Радкевич, Н. И. Львовский, П. И. Петровичев, Д. И. Соколов, Г. Г. Ряжский, В. А. Айвазян.
В войну был призван в армию. Попал в плен во время отступления Красной армии. Бежав, партизанил на Полтавской области под вымышленным именем украинца Грицко Омелько. В партизанском отряде Леви занимался изготовлением фальшивых документов для бежавших из немецких концлагерей и тех, кому нужно было спастись от принудительного переселения в Германию. Уже во время наступления Красной Армии стал разведчиком, однако вновь попал в плен и был отправлен в фашистский концлагерь Шталаг II-B, где был намеренно заражён туберкулёзом. Однако и в этот раз Леви с товарищами удалось бежать и спастись.
После войны с 1946 по 1948 год Леви продолжал учёбу в Московском училище 1905 года, а также в Московском полиграфическом институте.

### Сибирский период
Вскоре дала о себе знать болезнь, полученная во время войны. Лечение не помогло, и в 1949 году Леви по совету врача переехал в Сибирь, в Иркутск. Вместе с ним уехала и супруга Татьяна, а двухлетний сын Кирилл остался в Москве с бабушкой и тётей. Сразу после приезда Леви начал сотрудничать с Иркутским книжным издательством, где позднее стал главным художественным редактором. Важным направлением в творчестве художника была книжная графика. Первыми иллюстрациями стали созданные ещё в Москве лёгкие перовые рисунки почти без использования активных пятен и размытий к книге Василия Яна «Чингиз-хан» (1947—1949 года). В последующие несколько лет он создал миниатюрные иллюстрации к сказкам Андерсена, Гауфа, сказкам братьев Гримм; к русским, болгарским, эвенкийским и китайским сказкам. В этот период Леви увлекается тонким перовым рисунком, тушью. В 1955 году художник впервые применил технику линогравюры при иллюстрации романа А. Грина «Бегущая по волнам». Подобная техника так увлекла Леви, что практически все последующие работы художника выполнены с её помощью.
Пережитые Георгием Григорьевичем ужасы войны нашли отражение в сериях «Война» и «Зверства фашизма» (1956—1964), созданных в технике цветной и чёрно-белой линогравюры.
Листы «Гетто», «Пленные», «Апофеоз», «Моё поколение» буквально кричат о пережитом, о том, что никогда не забудется. Но всегда фронтовик будет помнить и о той радости, которая заполнила грудь в День Победы и «заставила воскликнуть: „Здравствуй, жизнь!“. Вот она, завершающая серию о войне, ликующая гравюра».искусствовед Софья Шемякина
В поисках новых мотивов для творчества Леви много путешествовал по Сибири, Бурятии и Северу страны. Летом 1960 года вместе с сыном Кириллом, который к тому времени уже переехал к отцу, приниял участие в экспедициях академика А. П. Окладникова, исследовавшего наскальные рисунки Каменных островов в зоне затопления водами Братского водохранилища. В начале 1960-х годов он отправился в Тофаларию и жил среди тофов, охотился с ними, узнал их быт. Находясь под большим впечатлением от поездки, художник создал серию линогравюр «Подлеморье». В этот период работы Леви приобрели масштаб, размер, а в технике художник ушёл от штриха, работая чёрным и белым пятном. Как отмечает искусствовед Софья Шемякина, «рисунки древних людей помогли Леви в его поисках простоты и выразительной обобщённости …И в эстампе и в рисунке хорошо чувствовал эпоху, национальный колорит, характер и этнические особенности народа».
Чтобы огрубить руку, огрубить рисунок ...я принялся бродяжничать по тайге, по горам, искать встреч с угрюмыми жителями тайги, с медведеобразными стариками-охотниками, с геологами, с рыбаками. И в этих скитаниях  нашёл свою вторую тему - Сибирь, её природа, её мощные, прочно, крепкими ногами стоящие на земле люди. Так родилась серия гравюр «Подлеморье».Георгий Леви
В конце 1960-х годов Леви создал серию из 11 больших линогравюр к первому советскому роману о борьбе сибирских партизан с колчаковцами В. Зазубрина «Два мира».
Для иллюстрации книги Е. И. Шастиной «Сказки ленских берегов» Леви создал двенадцать линогравюр затейливой орнаментальной вязью (1968—1970). А иллюстрируя повесть А. Гайдара «Сказка о военной тайне, о Мальчише-Кибальчише и его твёрдом слове» Леви неожиданно отказался от техники линогравюры и использовал гуашь (1969—1970). Одной из последних работ художника стала серия офортов по мотивам «Легенды о Тиле Уленшпигеле» Шарля де Костера, датируемых 1972 годом.
В своей творческой деятельности Леви не ограничивался книжкой графикой. Он работал художником-постановщиком многих спектаклей иркутских театров: музыкальной комедии, драматического, юного зрителя, кукольного. Среди его спектаклей — «Робин Гуд» С. Заяицкина, «Волшебный факел», опера Бородина «Князь Игорь», «Травиата» Верди, оперетта Заскинда и Милютина «Цирк зажигает огни» и другие. Работал главным художником и художником-постановщиком на Иркутской студии телевидения. Преподавал в художественном отделении Иркутского училища искусств.
Дом супругов Леви был известен как место, в которое стекалась иркутская богема: поэты Глеб Пакуловов, Анатолий Преловский, Пётр Реутский, Марк Сергеев; художники Аркадий Вычугжанин, Альбин Морозов, Владимир Тетенькин, Анатолий Костовский, написавший портрет Леви.
В начале 1970-х годов вновь проявился туберкулёз, полученный в военные годы, и в 1973 году Леви скончался.
Всё таким же неугасимым было его творческое воображение, всё так же уверенно, энергично вела рука резец. Леви боролся, как солдат.художник-живописец и график Александра Рихардовна Мадиссон
Порядка 205 произведений Леви — линогравюр, а также произведений книжной и театральной графики — хранятся в фондах Иркутского художественного музея.

### Семья
Супруга Татьяна и четверо сыновей, один из которых — сейсмолог Кирилл Григорьевич Леви.

## Оценки и память
К 80-летнему юбилею Георгия Григорьевича искусствовед Наталья Новикова пишет о его портрете авторства Анатолия Костовского:
Этот портрет приоткрывает нечто главное во внутреннем мире художника: он изображён в состоянии крайнего эмоционального напряжения, сопутствующего творчеству. Если вдуматься, именно одержимость искусством вела его по жизни, поддерживала и давала силы преодолевать испытания судьбы.искусствовед Наталья Новикова
Высоко о Леви отзывались его ученики:
Настоящий педагог видит человека и даёт ему развиваться в том лучшем, что в нём заложено, даёт возможность раскрыться. Таким был Леви. Он нам говорил: «Только на себя надейтесь, только на свою силу и упорство, на свои способности... никогда ни от кого ничего не ждите. Главное – труд, упорство и настойчивость...»Народный художник Александр Михайлович Муравьёв
Он дал мне дорогу в мир графики. Если бы его не было, даже не знаю, смогла ли бы я ею увлечься. Он говорил: «Не обязательно заниматься линогравюрой. Что любишь, тем и рисуй, хоть палочкой, хоть спичкой». Леви стал приносить мне книги в оформлении Фаворского и других мастеров: «Книжная графика – это богатейший материал. Сколько там решений интересных».художник-график Раиса Николаевна Бардина
В ноябре 2004 года в Иркутске в память о художнике установили мемориальную доску на доме, где он жил — по адресу улица Маяковского, 17.

## Ученики
- Башарин, Николай Петрович[14]
- Муравьёв, Александр Михайлович[5]
- Житков, Николай Ефимович[15]
- Бардина (Шпирко), Раиса Николаевна[5]
- Гаращук, Светлана Николаевна[3]
- Лодянов, Аркадий Петрович[3]
- Сериков, Лев Иванович[16]
- Аносов, Анатолий Иванович[17]

## Выставки
Участник выставок: межобластных (Улан-Удэ) — 1950, 1956; областных — с 1949; зональных — 1964, 1967; республиканских (Москва) — 1971; всесоюзных (Москва) — 1957, 1962; зарубежных (МНР, Улан-Батор, Сухэ-Батор) — 1972; персональных (Иркутск) — 1969, 1973.
- 1950 год. Выставка произведений советской графики (Открыта в феврале 1950 г. в Иркутске, в помещении Салона-магазина Товарищества «Художник». Организована Иркутским областным художественным музеем)[18].
- 1951 год. Выставка живописи и графики иркутских художников (Открыта с 1 мая по 1 июля 1951 г. в Иркутске, в выставочном зале Салона-магазина Товарищества художников)[19].
- 1952 год. Областная выставка произведений иркутских художников (Открыта 1 мая 1952 г. в Иркутске, в Областном художественном музее)[20].
- 1954 год. Выставка работ художников иркутской области (Открыта с: 21 ноября по 19 декабря 1954 г. в Иркутске, в Иркутском областном художественном музее)[21].
- 1955 год. Первая областная выставка графики иркутских художников (Открыта с ноября по декабрь 1955 г. в Иркутске, в Иркутском областном художественном музее)[22].
- 1956 год. Выставка советского эстампа из фондов иркутского областного художественного музея (Открыта с 15 октября 1956 г. в Иркутске, в Иркутском областном художественном музее)[23].
- 1957 год. Областная художественная выставка произведений иркутских художников, посвященная 40-й годовщине Великой Октябрьской социалистической революции. 1957 год (Открыта с 7 ноября 1957 г. по 15 января 1958 г. в Иркутске, в Иркутском областном художественном музее)[24].
- 1958 год. Ленинград: Всесоюзная выставка эстампа (Открыта с 19 ноября 1958 г. в Ленинграде, в Государственном Русском музее)[25].
- 1998 год. Иркутский художественный музей — мемориальная выставка Г. Г. Леви[5].
- 23 ноября 2018 — 13 января 2019 года. Персональная выставка «Георгий Леви. Графика» в Иркутском областном художественном музее имени В. П. Сукачёва[8].

## Комментарии
1. ↑  В этой цитате Софья Шемякина сама использует цитату графика Александры Мадиссон, которая была другом художника.